# Jack Angel
Jack Angel (Modesto, 24 ottobre 1930 – Malibù, 18 ottobre 2021) è stato un attore, doppiatore e conduttore radiofonico statunitense, che ha lavorato come voce in molti film, videogiochi e serie televisive.

## Biografia
Angel è nato a Modesto, in California. I suoi primi lavori come voce di personaggi animati sono state apparizioni nei cartoni Scooby Doo e I Superamici, dove dà voce a Hawkman. Ha inoltre interpretato Governor Wetworth in Snorky, The Flash e Samurai. Nella serie Transformers (G1) ha dato voce ad Astrotrain, Ramjet, Cyclonus (dopo la morte di Roger C. Carmel), Omega Supreme, Sentinel Prime e Ultra Magnus. Ha anche prestato la sua voce al personaggio Dr. Zachary Darret nella serie animata del 1984 della CBS Pole Position. Nel 1995 ha dato voce a Nikki in Balto, prodotto dalla Universal Studios e Amblin Entertainment; è anche apparso in Dino-riders e G.I. Joe: A Real American Hero. In questi cartoni ha spesso lavorato insieme a Frank Welker, Chris Latta, Peter Cullen and Charlie Adler. Ha anche interpretato i SWATbots in Sonic. Ha inoltre interpretato Liquidator in Darkwing Duck. Ha lavorato in Ecco Pippo! e in Spider-Man: The Animated Series come Nick Fury.
Nel 2001, Angel fu la voce di "Teddy" nel film A.I. - Intelligenza artificiale ed ha collaborato a film come A Bug's Life, Monsters & Co., L'era glaciale 2 - Il disgelo, Cars - Motori ruggenti , Ortone e il mondo dei Chi e Toy Story. Angel si è anche avventurato nell'interpretazione vocale di personaggi per videogiochi, collaborando a killer7, Dreamfall: The Longest Journey, Ratchet & Clank e Pirati dei Caraibi - Ai confini del mondo. Nel 2007, ha dato voce all'alieno chiamato Technorg in Ben 10 e a Comrade Chaos in El Tigre. Ha anche collaborato a Toy Story 3 e Avatar - La leggenda di Aang. I programmi radiofonici di Jack Angel trasmessi dalle stazioni KMPC e KFI sono popolari a Los Angeles.

## Filmografia
- Chi ha incastrato Roger Rabbit (1988)
- Beetlejuice - Spiritello porcello (1988)
- La sirenetta (1989)
- Zio Paperone alla ricerca della lampada perduta (1990)
- La bella e la bestia (1991)
- Fievel conquista il West (1991)
- Darkwing Duck (1991-1992), Liquidator
- Aladdin (1992)
- Ecco Pippo! (2 episodi, 1992-1993), agente di polizia
- Toy Story - Il mondo dei giocattoli (1995)
- Balto (1995), Nikki
- Il gobbo di Notre Dame (1996)
- Hercules (1997)
- A Bug's Life - Megaminimondo (1998)
- Toy Story 2 - Woody e Buzz alla riscossa (1999)
- Monsters & Co. (2001)
- Lilo & Stitch (2002)
- L'era glaciale 2 - Il disgelo (2006)
- Cars - Motori ruggenti (2006)
- Toy Story 3 - La grande fuga (2010)
- Noah (2014)

## Doppiatori italiani
- Gianni Gaude in Wolfenstein
- Mauro Bosco in Darkwing Duck
- Roberto Draghetti in Balto